# Luis Teodoro Gastón
Luis Teodoro Gastón Castro (9 de noviembre de 1937-junio de 2024) fue un deportista cubano que compitió en judo. Ganó una medalla de bronce en los Juegos Panamericanos de 1967, en la categoría de –63 kg.

## Palmarés internacional
| Juegos Panamericanos | Juegos Panamericanos | Juegos Panamericanos | Juegos Panamericanos |
| Año                  | Lugar                | Medalla              | Categoría            |
| -------------------- | -------------------- | -------------------- | -------------------- |
| 1967                 | Winnipeg (Canadá)    | Medalla de bronce    | –63 kg               |